# Euan Murray (Rugbyspieler)
Euan Alistair Murray (* 7. August 1980 in Glasgow) ist ein ehemaliger schottischer Rugby-Union-Spieler auf der Position des Pfeilers. Er gehörte der schottischen Nationalmannschaft an und war hauptsächlich für englische und französische Vereine aktiv.

## Biografie
Murray, der sich zum Veterinärmediziner ausbilden ließ, durchlief alle Jugendnationalmannschaften Schottlands und wurde 2001 zunächst vom Amateurverein Glasgow Hawks verpflichtet. 2003 wechselte er zur Profimannschaft Glasgow Warriors in der Magners League. In seinem ersten Spiel gegen die Cardiff Blues legte er seinen ersten und einzigen Versuch in diesem Wettbewerb. Am 5. Juni 2005 in Bukarest lief er im Rahmen der Mid-year Internationals 2005 gegen Rumänien erstmals für die schottische Nationalmannschaft auf. In den folgenden Jahren sicherte er sich einen Stammplatz und kam unter anderem zu vier Einsätzen bei der Weltmeisterschaft 2007. Ebenfalls 2007 wechselte er zum englischen Verein Northampton Saints. Mit den Saints gewann er in der Saison 2008/09 den European Challenge Cup. 
2009 erhielt Murray ein Aufgebot für die Südafrika-Tour der British and Irish Lions. Er verletzte sich jedoch im Vorfeld des ersten Test Matches gegen die Springboks und musste die Lions-Tour vorzeitig verlassen. 2009 erklärte er, dass er aus religiösen Gründen nicht mehr an Sonntagen spielen werde, was prompt Vergleiche mit Eric Liddell hervorrief. Im Dezember 2010 gaben die Saints bekannt, dass Murray den Verein „im gegenseitigen Einvernehmen“ per sofort verlässt. Noch vor Jahresende unterschrieb er bei den Newcastle Falcons. Für Schottland stand er bei der Weltmeisterschaft 2011 viermal im Einsatz.
Die Falcons liehen Murray zu Beginn der Saison 2012/13 an den französischen Verein SU Agen aus, der die Option schließlich jedoch nicht wahrnahm. Daraufhin wechselte er zurück nach England zu den Worcester Warriors. Nachdem er sich im August 2013 eine leichte Knieverletzung zugezogen hatte, erlitt er im Januar 2014 bei einer Teambildungsübung eine schwerwiegende Verletzung am Daumen, wodurch die Saison für ihn beendet war. Im Juni 2014 wechselte er für ein Jahr zu den Glasgow Warriors. Sein letztes Spiel für die Nationalmannschaft absolvierte er beim Six Nations 2015 gegen Irland. Murrays letzte Station als Profispieler war in der Saison 2015/16 der französische Verein Section Paloise.